# Cylindromyia
Cylindromyia is een geslacht van vliegen (Brachycera) uit de familie van de sluipvliegen (Tachinidae). De wetenschappelijke naam van het geslacht is voor het eerst geldig gepubliceerd in 1803 door Meigen.

## Soorten
- C. alticola Aldrich, 1926
- C. armata Aldrich, 1926
- C. atra (Röder, 1885)
- C. auriceps (Meigen, 1838)
- C. aurora Herting, 1983
- C. bicolor (Olivier, 1812)
- C. binotata (Bigot, 1878)
- C. brassicaria (Fabricius, 1775)
- C. brevicornis (Loew, 1844)
- C. californica (Bigot, 1878)
- C. carolinae (Robineau-Desvoidy, 1830)
- C. compressa Aldrich, 1926
- C. crassa (Loew, 1845)
- C. decora Aldrich, 1926
- C. dosiades (Walker, 1849)
- C. epytus (Walker, 1849)
- C. euchenor (Walker, 1849)
- C. fumipennis (Bigot, 1878)
- C. gemma (Richter, 1972)
- C. hermonensis Kugler, 1974
- C. intermedia (Meigen, 1824)
- C. interrupta (Meigen, 1824)
- C. mirabilis (Townsend, 1908)
- C. nana (Townsend, 1915)
- C. pilipes (Loew, 1844)
- C. propusilla Sabrosky and Arnaud, 1965
- C. pusilla (Meigen, 1824)
- C. rubida (Loew, 1854)
- C. rufifrons (Loew, 1844)
- C. rufipes (Meigen, 1824)
- C. scapularis (Loew, 1845)
- C. signatipennis (Wulp, 1892)
- C. uniformis Aldrich, 1926
- C. xylotina (Egger, 1860)